# Raiffeisen G. P.
El Raiffeisen G. P. (oficialmente: Int. Raiffeisen Grand Prix Judendorf/Straßengel), es una carrera ciclista profesional austriaca de un día que se disputa en el mes de julio en la ciudad de Graz y sus alrededores en el Estado de Estiria.
Estuvo encuadrada en la categoría 1.5 (última categoría del profesionalismo). Desde la creación de los Circuitos Continentales UCI en 2005 forma parte del UCI Europe Tour, dentro de la categoría 1.2 (igualmente última categoría del profesionalismo). Tras no disputarse en 2012 volvió en 2013.

## Palmarés
| Año                                     | Ganador               | Segundo               | Tercero               |
| Rundstreckenrennen Judendorf-Straßengel |                       |                       |                       |
| --------------------------------------- | --------------------- | --------------------- | --------------------- |
| 1986                                    | Karl Heinz Pils       | Hermann Mandler       | Bronko Bojanz         |
| 1987                                    | Hans Lienhart         | Ekkhard Dörschlag     | Harald Wisiak         |
| Straßenengler Radsporttag               |                       |                       |                       |
| 1988                                    | Heinz Marchel         | Nikolaus Fedl         | Eduard Rathkolb       |
| 1989                                    | Klaus Kabasser        | Markus Kremser        | Bernhard Wippel       |
| 1990                                    | Harald Maier          | Alois Pfleger         | Peter Lammer          |
| 1991                                    | Alois Pfleger         | Harald Maier          | Peter Lammer          |
| 1992                                    | Wolfgang Fasching     | Christoph Demel       | Bolan Eberl           |
| 1993                                    | No se disputó         | No se disputó         | No se disputó         |
| 1994                                    | Richard Schmied       | Alvin Kern            | Naclov Toman          |
| 1995                                    | Thomas Kreidl         | Peter Wrolich         | Mathias Buxhofer      |
| Raiffeisen G. P.                        |                       |                       |                       |
| 1996                                    | Luca Sironi           | Riccardo Ferrari      | Simone Simonetti      |
| 1997                                    | Simone Simonetti      | Bernhard Gugganig     | René Haselbacher      |
| 1998                                    | Igor Kranjec          | Michele Bedin         | Peter Wrolich         |
| 1999                                    | Igor Kranjec          | Jan Bratkowski        | Werner Faltheiner     |
| 2000                                    | Josef Lontscharitsch  | Saso Sviben           | Pietro Zucconi        |
| 2001                                    | Jan Bratkowski        | Ralf Scherzer         | Franz Stocher         |
| 2002                                    | Boštjan Mervar        | Samuel Faruhn         | Ralf Scherzer         |
| 2003                                    | Georg Totschnig       | René Haselbacher      | Andreas Matzbacher    |
| 2004                                    | Andreas Matzbacher    | Christian Pfannberger | Stefan Rucker         |
| 2005                                    | Krzysztof Ciesielski  | Maurizio Vandelli     | Massimiliano Martella |
| 2006                                    | Mitja Mahorič         | Francesco Ginanni     | Werner Riebenbauer    |
| 2007                                    | Christian Pfannberger | Markus Eibegger       | Thomas Rohregger      |
| 2008                                    | Matej Stare           | Jan Bárta             | Josef Benetseder      |
| 2009                                    | Markus Eibegger       | Martin Riška          | Christoph Sokoll      |
| 2010                                    | Matthias Brändle      | Markus Eibegger       | Stanislav Kozubek     |
| 2011                                    | Tomislav Dančulović   | Blaž Furdi            | Radoslav Rogina       |
| 2012                                    | No se disputó         | No se disputó         | No se disputó         |
| 2013                                    | Riccardo Zoidl        | Radoslav Rogina       | Patrik Sinkewitz      |
| 2014                                    | Radoslav Rogina       | Patrick Konrad        | Markus Eibegger       |
| 2015                                    | Gregor Mühlberger     | Andi Bajc             | Florian Bissinger     |
| 2016                                    | Riccardo Zoidl        | Patrick Schelling     | James McLaughlin      |
| 2017                                    | Adam de Vos           | Tadej Pogačar         | Patrick Gamper        |
| 2018                                    | Maciej Paterski       | Riccardo Zoidl        | Georg Zimmermann      |
| 2019                                    | Maciej Paterski       | Colin Stüssi          | Patrick Schelling     |

## Palmarés por países
| País      | Victorias |
| --------- | --------- |
| Austria   | 18        |
| Eslovenia | 4         |
| Polonia   | 3         |
| Italia    | 2         |
| Croacia   | 2         |
| Alemania  | 1         |
| Canadá    | 1         |